# 轮叶八宝
轮叶八宝（学名：Hylotelephium verticillatum）又称轮叶景天、一代宗（陕西）、还魂草、岩三七、胡豆七（湖北），是景天科八宝属的植物。分布于朝鲜、俄罗斯、日本以及中国大陆的四川、湖北、山东、陕西、浙江、江苏、吉林、甘肃、山西、安徽、河北、河南、辽宁等地，生长于海拔900米至2,900米的地区，一般生长在山坡草丛中和沟边阴湿处，目前尚未由人工引种栽培。